# Plaridel (Misamis Ocidental)
Plaridel é um município de  terceira classe de renda municipal (d) na província Misamis Ocidental, nas Filipinas. De acordo com o censo de 1 de maio  de  2020 possui uma população de 39 840 pessoas e 10 174 domicílios.